# Vlajka Krasnodarského kraje

Vlajka Krasnodarského kraje
Poměr stran: 2:3

Vlajka Krasnodarského kraje, jednoho z krajů Ruské federace, je tvořená listem o poměru stran 2:3 se třemi vodorovnými pruhy: modrým, malinově červeným a zeleným, v poměru šířek 1:2:1. Uprostřed vlajky je znak kraje v jednobarevném, zlatém provedení.

## Historie
Vlajka vychází z vlajky Kubáňské lidové republiky, nezávislé republiky existující v letech 1918–1920. Krasnodarský kraj vznikl 13. září 1937. V sovětské éře kraj neužíval žádnou vlajku.
24. března 1995 přijalo zákonodárné shromáždění kraje zákon č. 5-KZ „O symbolech Krasnodarského kraje”. 5. května téhož roku ho na základě usnesení č. 43-p představitel administrativy kraje. Vlajka byla popsána v článku 7.
28. června 2004 byl zákonem č. 730-KZ Krasnodarského kraje změněn vzhled znaku kraje: byla přidána knížecí koruna a byla přidána stuha Leninova řádu. Odpovídající změny byly provedeny i na vlajce.

Vlajka Kubáňské lidové republiky (1918–1920) Poměr stran: 2:3
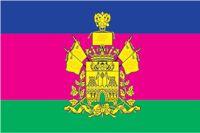
Vlajka Krasnodarského kraje (1995–2004) Poměr stran: 2:3

## Vlajky okruhů a rajónů Krasnodarského kraje

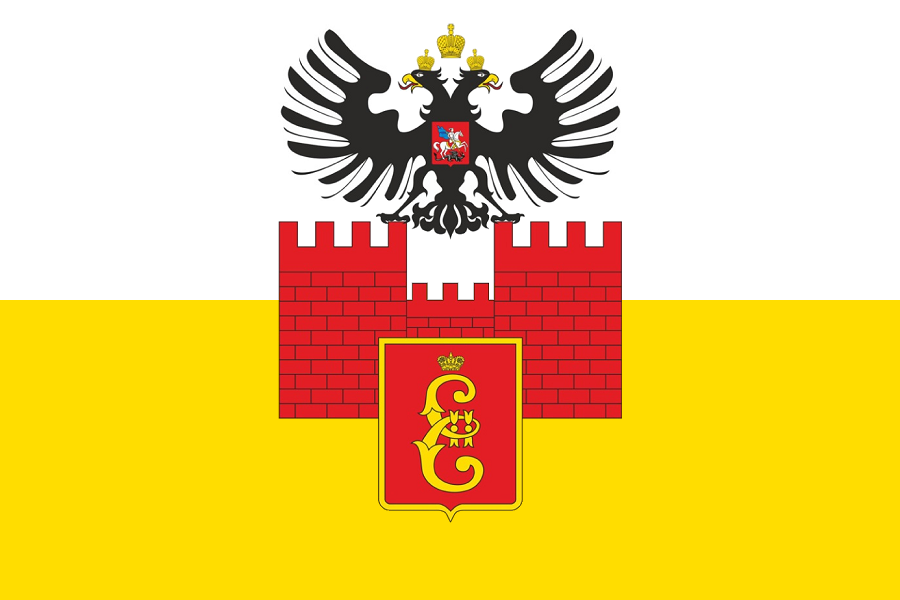
Krasnodar (38) Poměr stran: 2:3
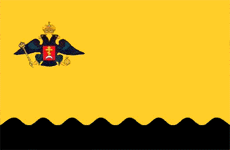
Novorossijsk (39) Poměr stran: 2:3
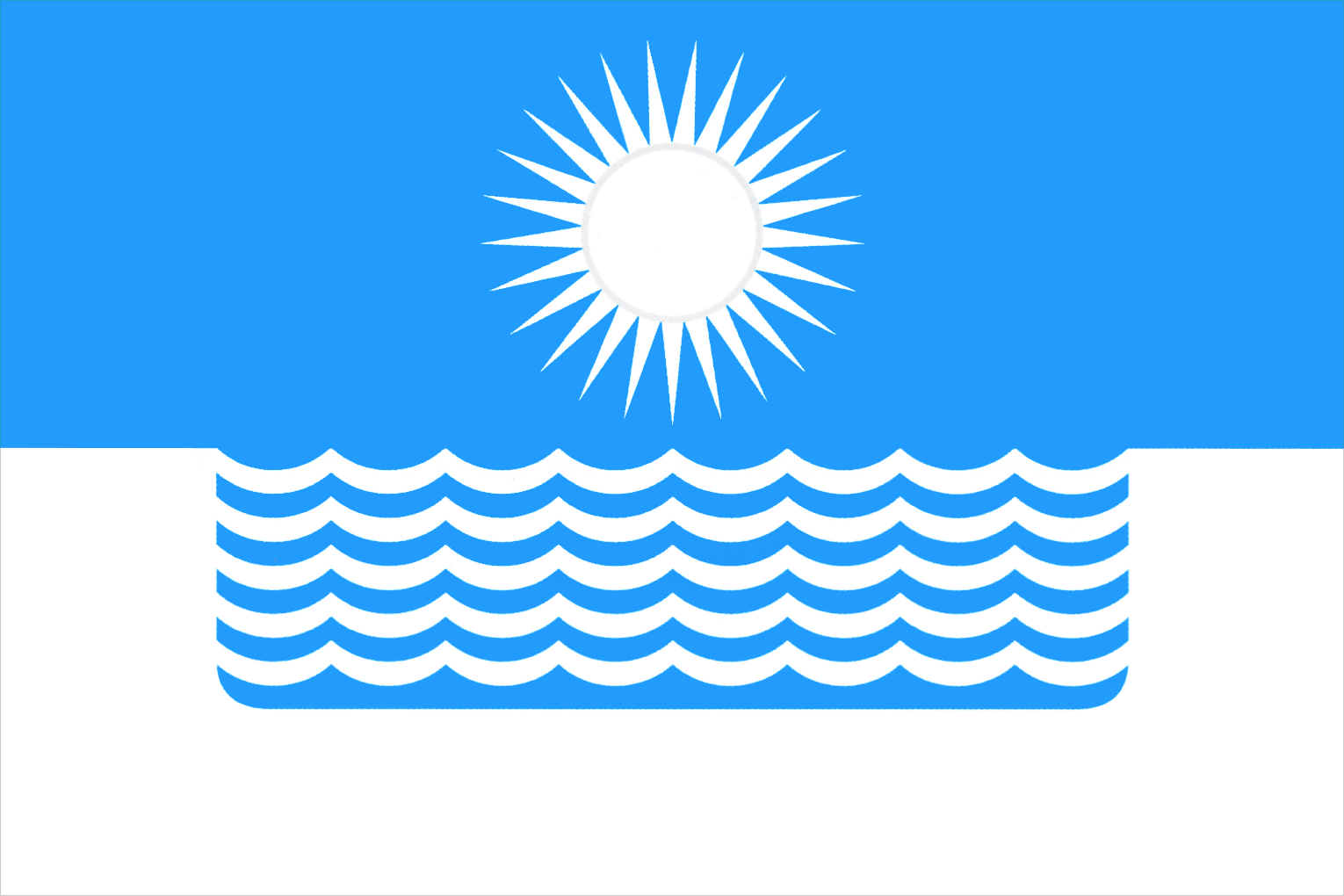
Gelendžik (40) Poměr stran: 2:3
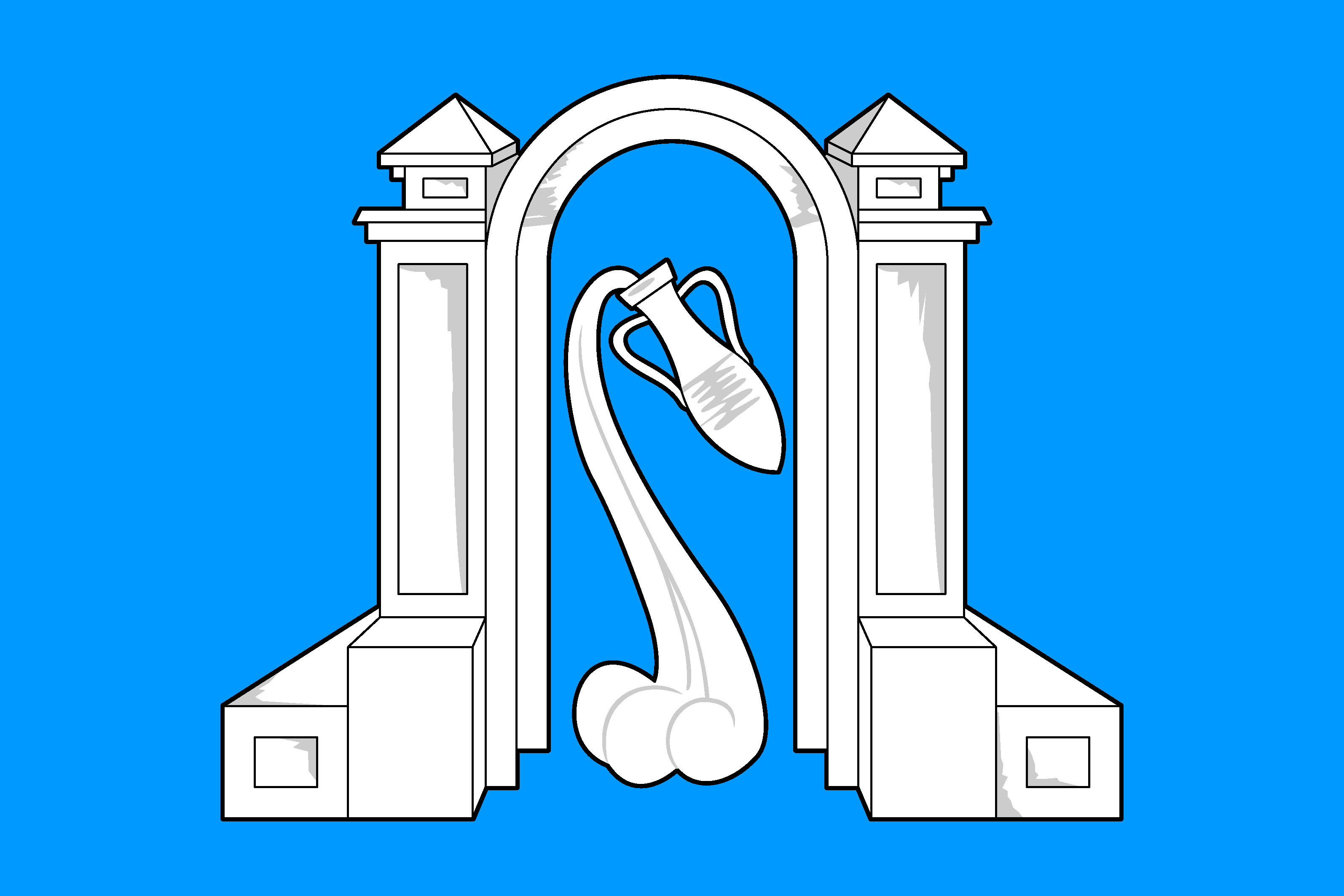
Gorjačij Ključ (41) Poměr stran: 2:3
Soči (42) Poměr stran: 2:3
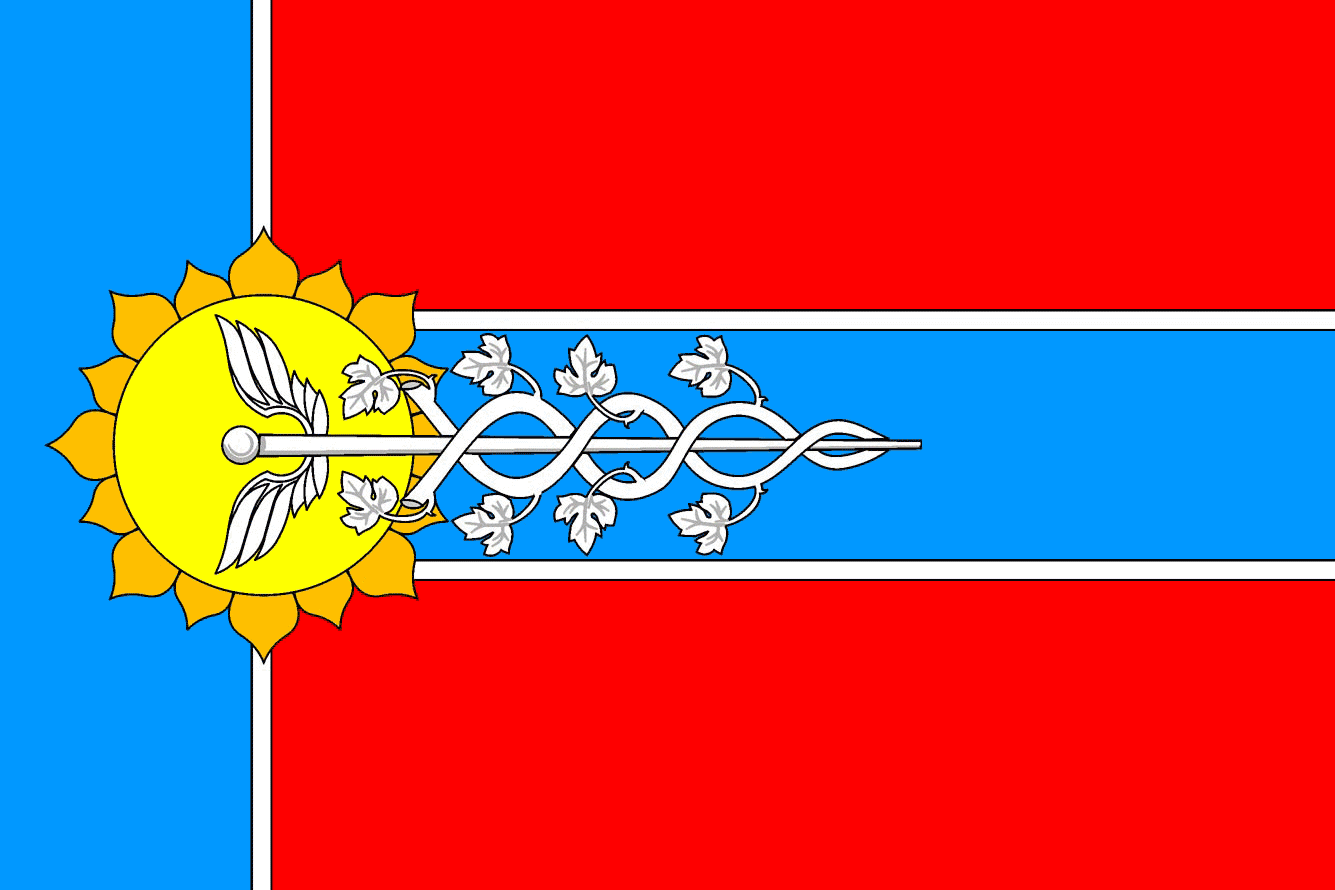
Armavir (43) Poměr stran: 2:3
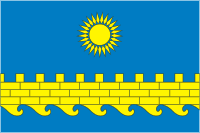
Anapa (44) Poměr stran: 2:3
Naukograd Sirius (45) Poměr stran: 2:3

Krasnodarský kraj se člení na městských okruhů, 7 obecních okruhů a 37 rajónů.
Rajóny

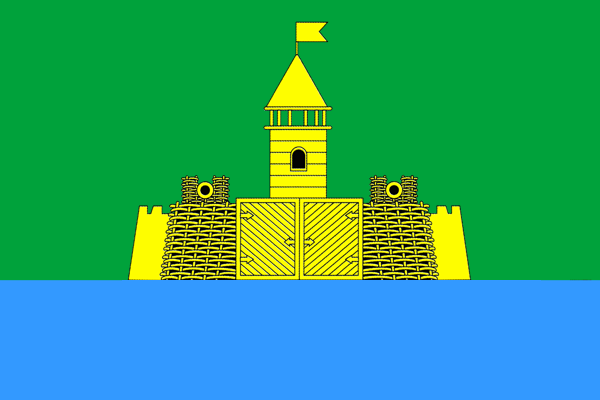
Abinský rajón (1) Poměr stran: 2:3
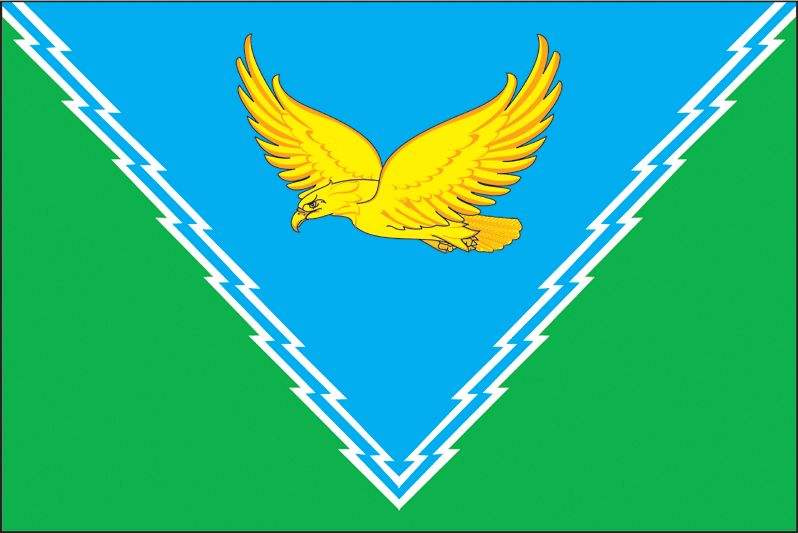
Apšeronský rajón (2) Poměr stran: 2:3
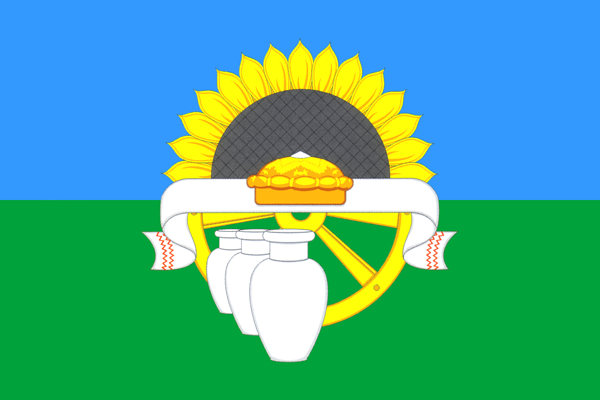
Běloglinský rajón (3) Poměr stran: 2:3
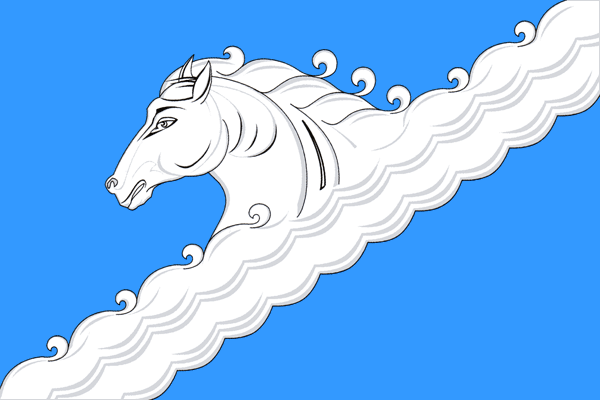
Bělorečenský rajón (4) Poměr stran: 2:3
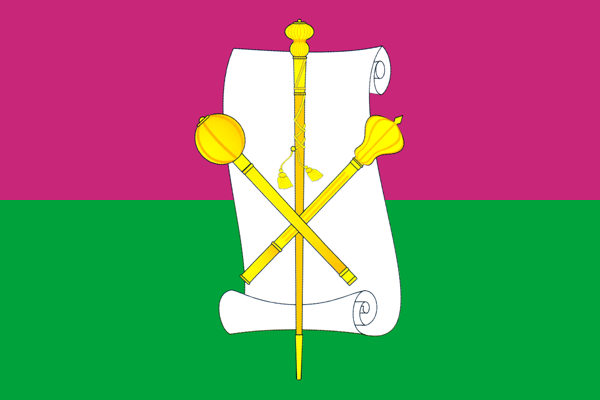
Brjuchovecký rajón (5) Poměr stran: 2:3
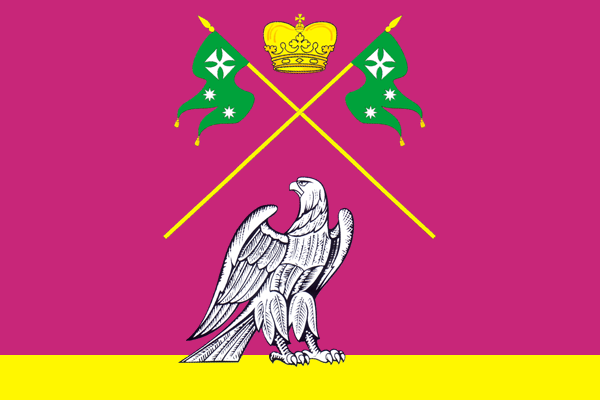
Vyselkovský rajón (6) Poměr stran: 2:3
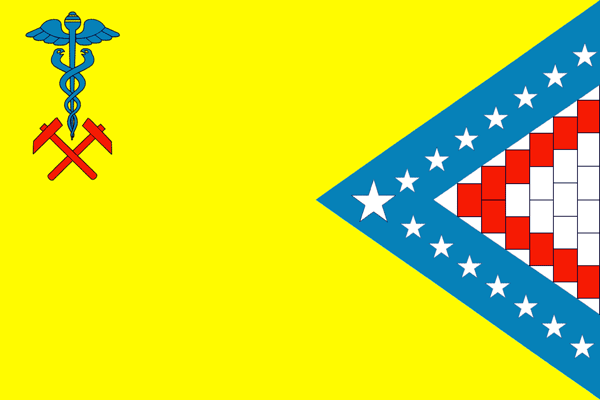
Gulkevičský rajón (7) Poměr stran: 2:3
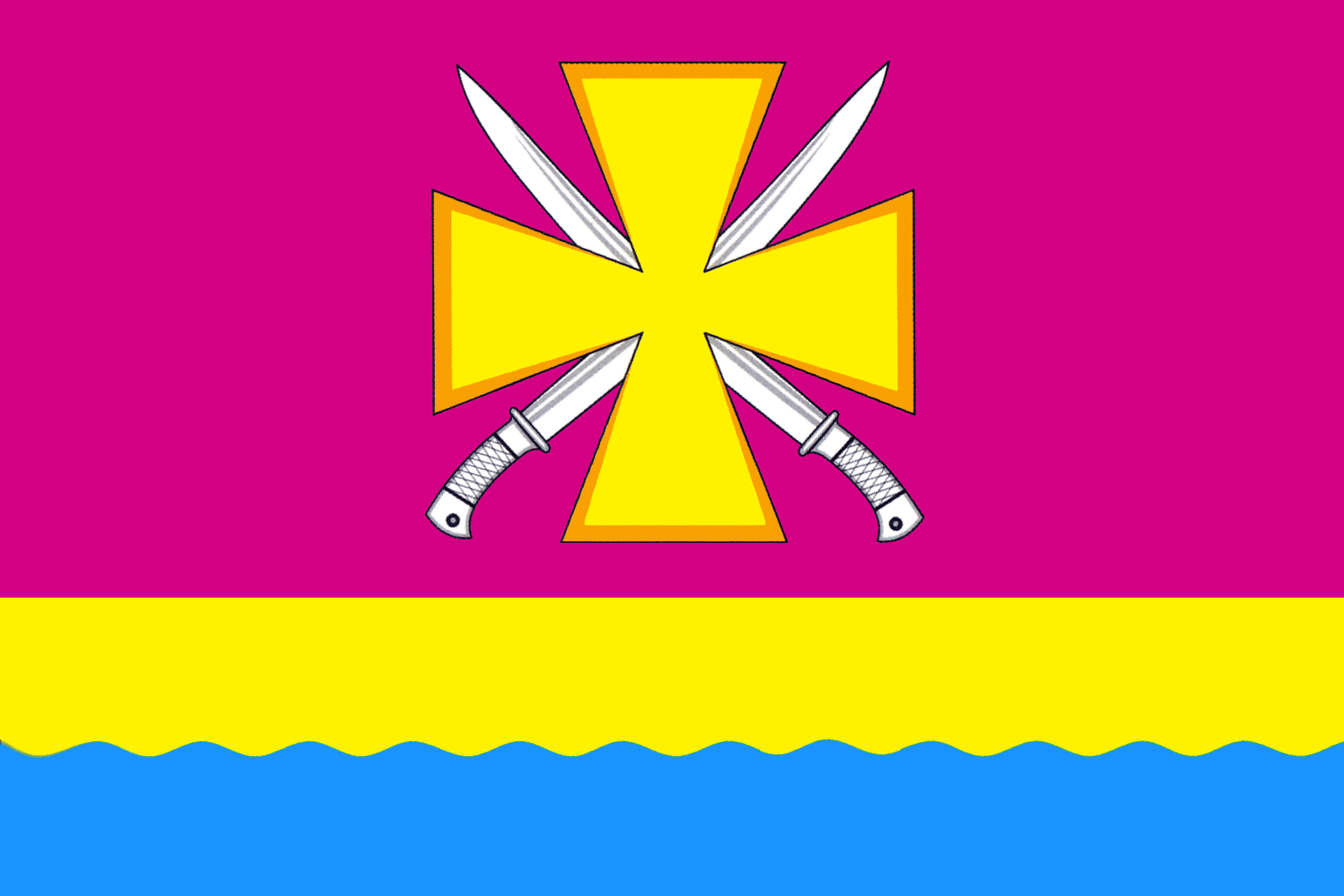
Dinský rajón (8) Poměr stran: 2:3
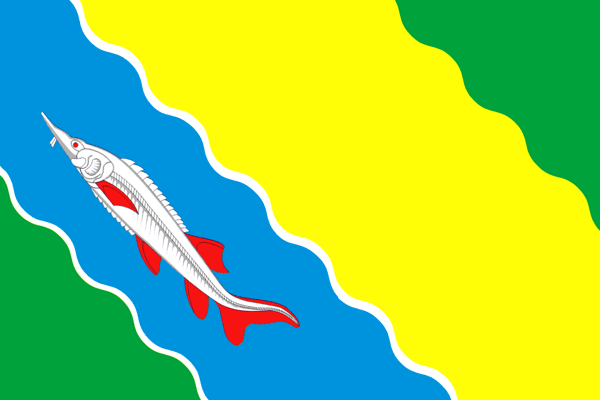
Jejský rajón (9) Poměr stran: 2:3
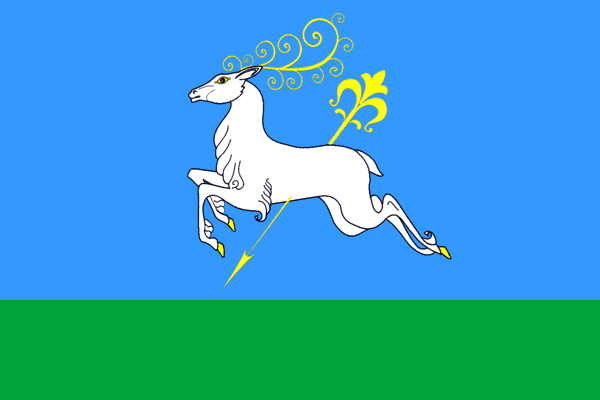
Kavkazský rajón (10) Poměr stran: 2:3
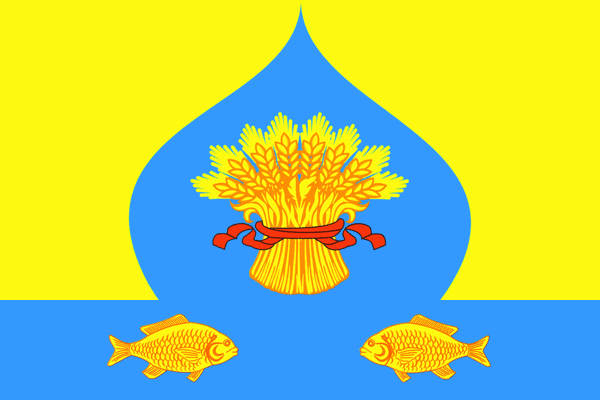
Kalininský rajón (11) Poměr stran: 2:3
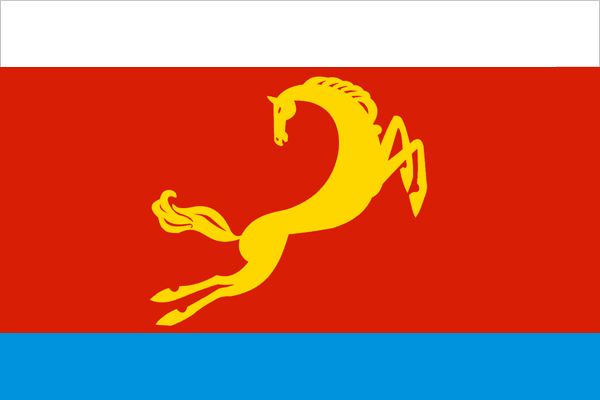
Kaněvský rajón (12) Poměr stran: 2:3
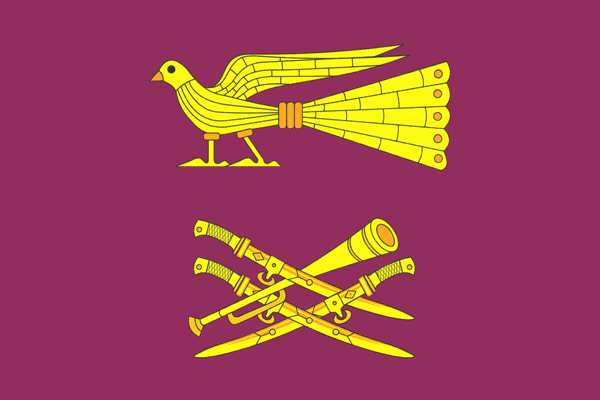
Korenovský rajón (13) Poměr stran: 2:3
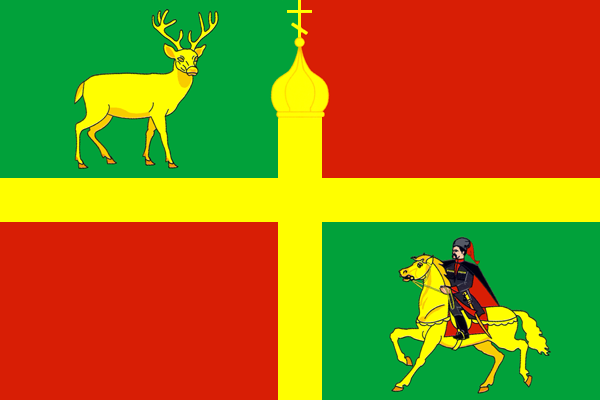
Krasnoarmějský rajón (14) Poměr stran: 2:3
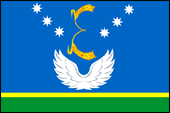
Krylovský rajón (15) Poměr stran: 2:3
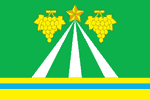
Krymský rajón (16) Poměr stran: 2:3
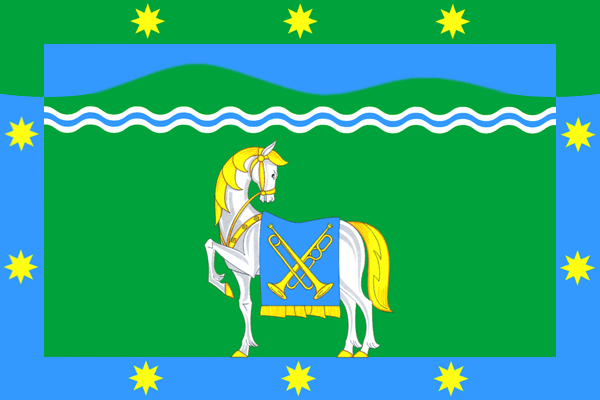
Kurganinský rajón (17) Poměr stran: 2:3
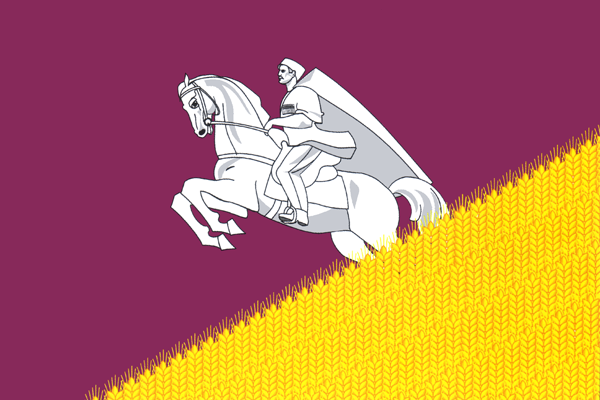
Kuščjovský rajón (18) Poměr stran: 2:3
Labinský rajón (19) Poměr stran: 2:3
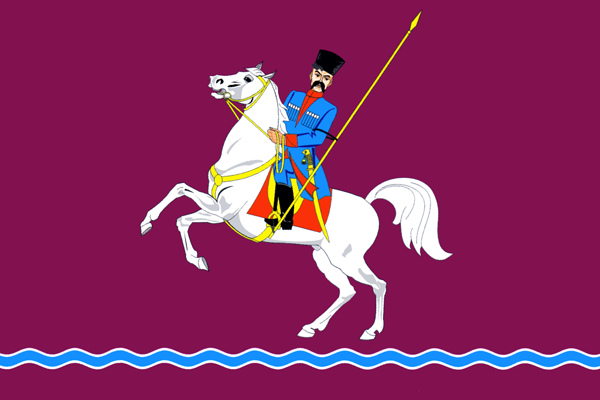
Leningradský rajón (20) Poměr stran: 2:3
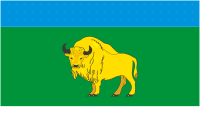
Mostovský rajón (21) Poměr stran: 2:3
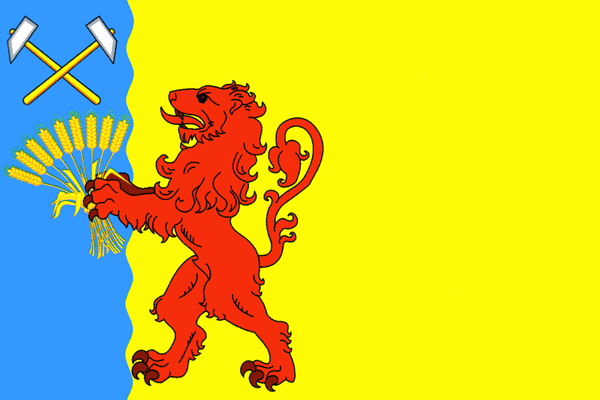
Novokubanský rajón (22) Poměr stran: 2:3
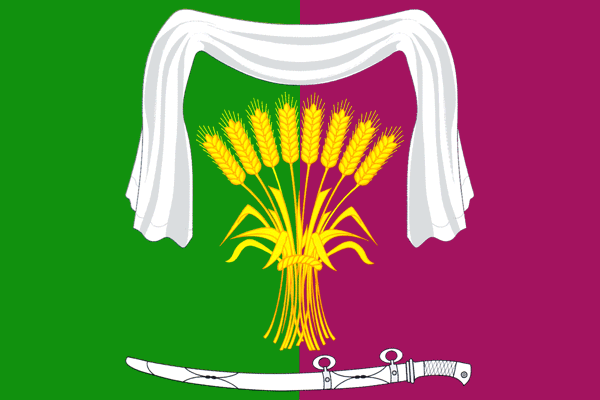
Novopokrovský rajón (23) Poměr stran: 2:3
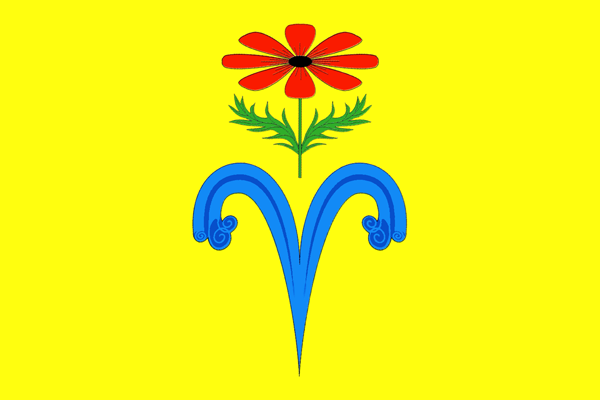
Otradněnský rajón (24) Poměr stran: 2:3
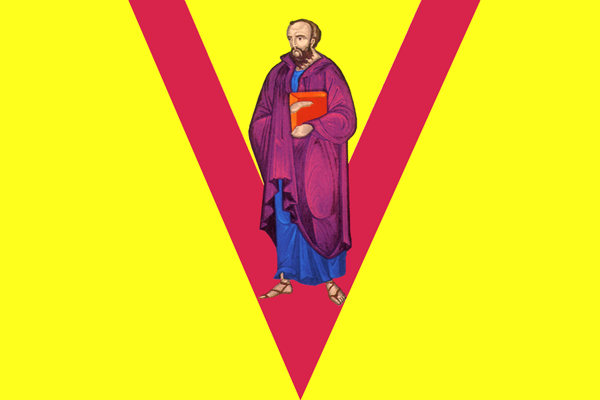
Pavlovský rajón (25) Poměr stran: 2:3
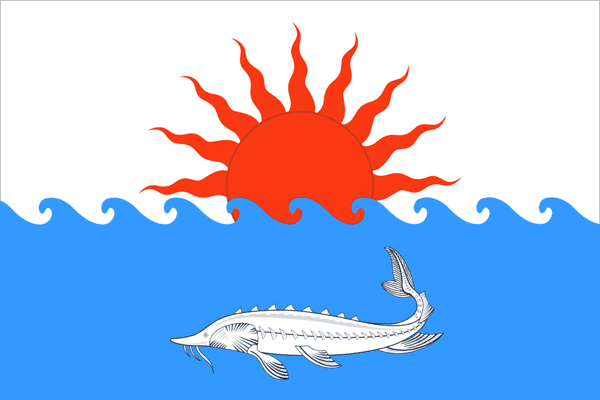
Primorsko-Achtarský rajón (26) Poměr stran: 2:3
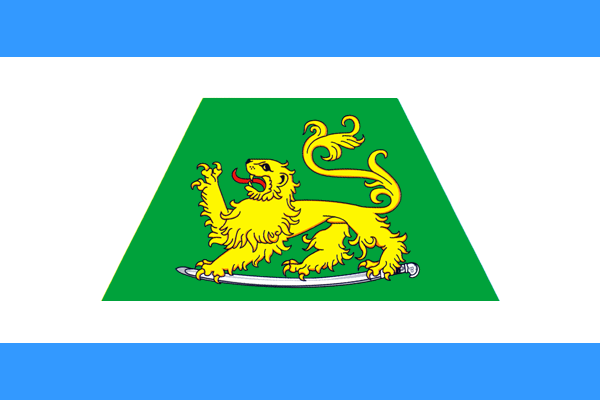
Severský rajón (27) Poměr stran: 2:3
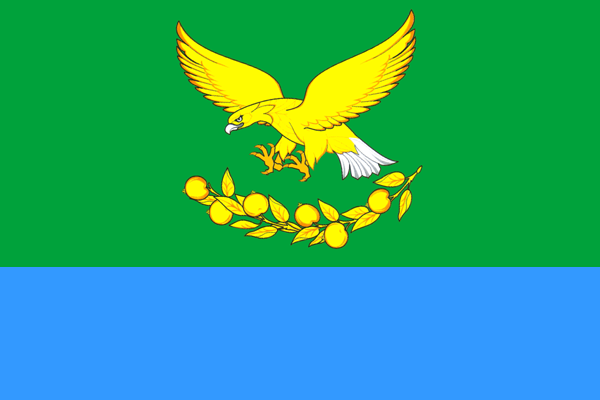
Slavjanský rajón (28) Poměr stran: 2:3
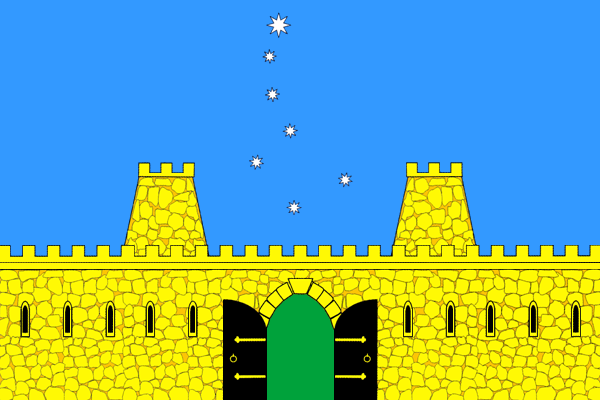
Starominský rajón (29) Poměr stran: 2:3
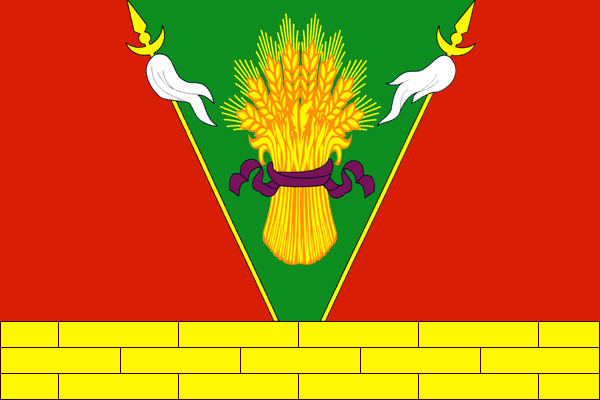
Tbilisský rajón (30) Poměr stran: 2:3
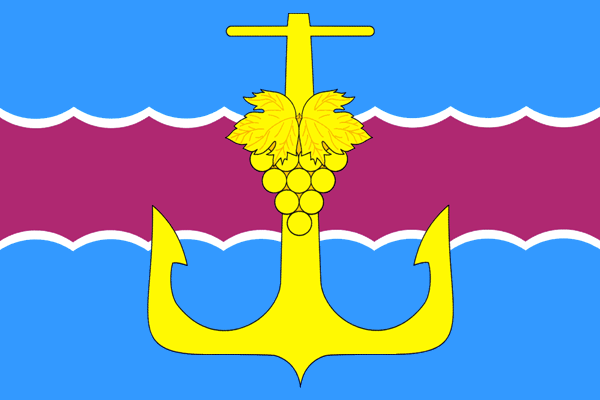
Těmrjukský rajón (31) Poměr stran: 2:3
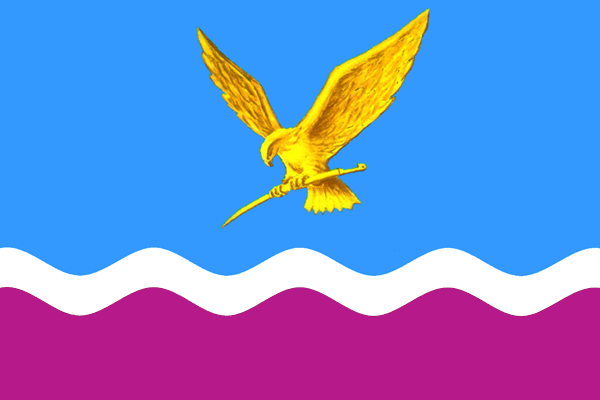
Timašjovský rajón (32) Poměr stran: 2:3
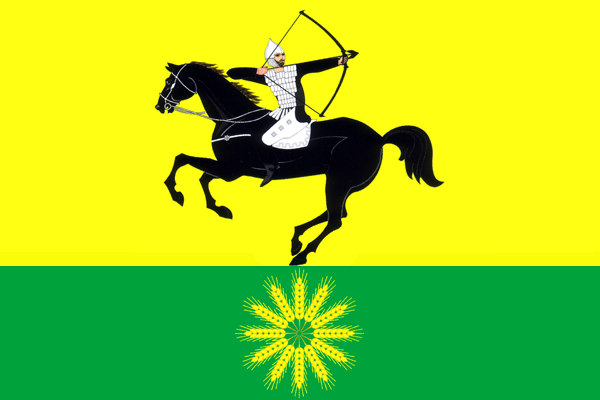
Tichorecký rajón (33) Poměr stran: 2:3
Tuapsinský rajón (34) Poměr stran: 2:3
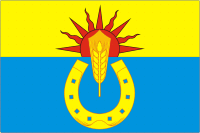
Uspenský rajón (35) Poměr stran: 2:3
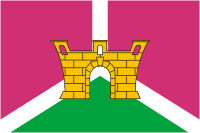
Usť-Labinský rajón (36) Poměr stran: 2:3
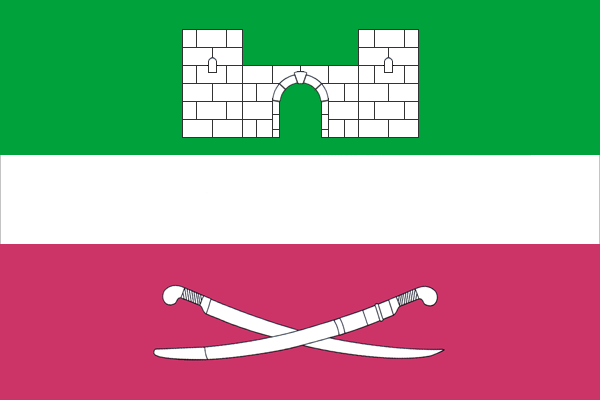
Ščerbinovský rajón (37) Poměr stran: 2:3

Městské okruhy
- Krasnodar (38)
Poměr stran: 2:3
- Novorossijsk (39)
Poměr stran: 2:3
- Gelendžik (40)
Poměr stran: 2:3
- Gorjačij Ključ (41)
Poměr stran: 2:3
- Soči (42)
Poměr stran: 2:3
- Armavir (43)
Poměr stran: 2:3
- Anapa (44)
Poměr stran: 2:3
- Naukograd Sirius (45)
Poměr stran: 2:3